# Hans Ernst von Kottwitz
Hans Ernst von Kottwitz (ur. 2 września 1757 w Krzepielowie, zm. 13 maja 1843 w Berlinie) – niemiecki ewangelicki filantrop i czołowy przedstawiciel ruchu nowego narodzenia.

## Życiorys
Hans Ernest von Kottwitz był synem Adama Melchiora Freiherr von Kottwitz i Johanny Luisy z domu Freiin von Kock. Ukończył gimnazjum we Wrocławiu. Mając 13 lat został paziem na dworze Fryderyka II Wielkiego w Poczdamie. Od 1777 roku krótki czas studiował prawo na uniwersytecie we Frankfurcie nad Odrą. Po śmierci ojca i rodzeństwa w 1775 roku nastąpiła w nim wielka przemiana, odbywał długą podróż po Niemczech studiując warunki socjalne robotników.
W Hamburgu poznał Matthiasa Claudiusa. Duży wpływ na jego przyszłą działalność miał biskup braci morawskich August Gottlieb Spangenberg, którego poznał około 1788 roku, i który spowodował, że Hans Ernst postanowił poświęcić się działalności dobroczynnej.
Ożenił się z Charlotte Helene Gräfin von Zedlitz, z którą miał dwóch synów i córkę.
Kottwitz dużą część swojego majątku lokował w prowadzonych przedsięwzięciach co doprowadziło go do bankructwa, ale nie doprowadziło do rozwodu z żoną (jak wielu twierdzi), lecz do podziału małżeńskich dóbr.
Zaprzyjaźnił się z braćmi Leopoldem, Ernstem Ludwikiem i Otto von Gerlach, Ernst Christian Westphal, August von Bethmann-Hollweg, Carlem Wilhelmem von Lancizolle, i teologami takimi jak Johann Hinrich Wichern, August Neander, Ewald Rudolf Stier, Richard Rothe, Johannes Evangelista Goßner, Claus Harms, Ernst Wilhelm Hengstenberg, August Tholuck.
Zmarł 13 maja 1843 roku w wyniku powikłań grypowych.

## Działalność
Bieda jego rodaków na Śląsku, a szczególnie prządek i tkaczy bardzo go dręczyła. Zbudował fabryki, aby zapewnić im zarobek. W 1806 roku zamieszkał w Berlinie. 24 października 1806 roku przybyli do Berlina Francuzi po zwycięskiej bitwie pod Jeną. Wraz z przybyciem Francuzów wiele tysięcy robotników zostało bez pracy i środków do życia, a żywność bardzo zdrożała. Na ulicach było pełno żebraków.
1 października 1808 roku w opuszczonych koszarach wojskowych założył „Freiwillige Beschäftigungsanstalt“ (Dobrowolną Agencję Zatrudnienia). Podstawową ideą tego przedsięwzięcia było założenie, że „ Ratunkiem z biedy nie jest pieniądz lecz praca, nie jednorazowa pomoc, lecz ciągłe kształcenie obywatelskich zdolności, nie rozwiązanie zdeprawowanej rodziny w celu wsparcia jej poszczególnych członków, lecz jej uporządkowane wspólne życie, nie państwowy przymus, który tworzy przykrą nędzę, lecz wolna miłość, która troszczy się o człowieka, aby mu zwrócić wieczną wartość przed Bogiem”. Agencja ta proponowała zubożałym rodzinom zakwaterowanie, pracę, wyżywienie, opiekę medyczną i duchową do momentu aż ponownie staną na własnych nogach. Prowadzone również było nauczanie. Instytucję tę wspierał także Fryderyk Wilhelm III przekazując jej znaczne kwoty pieniężne, a także pomagał w walce z miejską biurokracją, która utrudniała działalność zakładu.
Na zlecenie króla Fryderyka Wilhelma, który przekazał mu 17 000 talarów reńskich, Kottwitz otworzył w 1812 roku przędzalnie w Krzeszowie (niem.Grüssau), Kłodzku (niem.Glatz) i Spiller, które w 1819 roku zatrudniały ponad 3700 prządek i tkaczy. Wszystkie te zakłady były dotowane i nie przynosiły zysków, ale nie zysk był celem, lecz zatrudnienie, które miało być warunkiem przywrócenia szczęścia ludziom.
Był pionierem wczesnej protestanckiej diakonii oraz misji wewnętrznej. Johann Hinrich Wichern, który poznał Kottwitza podczas swoich studiów teologicznych, często później przedstawiał go jako przykład działalności społecznej.
Z Theodorem Fliednerem prowadził korespondencję w sprawie założenia towarzystwa, którego celem byłaby resocjalizacja więźniów.
Kottwitz uczestniczył w powstaniu Preußischen Haupt-Bibelgesellschaft (Pruskie Główne Towarzystwo Biblijne) (1814) i Gesellschaft zur Beförderung des Christentums unter den Juden (Towarzystwo Do Szerzenia Chrześcijaństwa Między Żydami)(Berlińska Misja Izraelska).
Z wielkim oburzeniem wypowiadał się o zaniedbaniach w szkolnictwie. Skarżył się, że szkoły wyższe uczą przeważnie języka greckiego, łacińskiego i matematyki, pomijając naukę religii i kształtowania chrześcijańskiej postawy, co w konsekwencji w niższych szkołach prowadzi do zarozumiałości, bezczelności i zdziczeniu młodzieży.
Ze względu na prowadzoną działalność społeczną można go porównać z hrabią Władysławem Zamoyskim.

## Twórczość
- Über Armenwesen. 1809
- Ueber öffentliche Strafanstalten, und die zweckmäßigsten Mittel, den gemeinen Mann zur Thätigkeit zu reizen. 1810

## Uhonorowanie
- Kościół Ewangelicki w Niemczech wspomina go w dniu 13 maja w Evangelischer Namenskalender (Ewangelicki Kalendarz Imion).